# Jerevans TV-torn
Jerevans TV-torn (armeniska: Երևանի հեռուստաաշտարակ, Yerevani herustaashtarak) är ett fristående TV-torn i Nork-Marashdistriktet i Jerevan i Armenien. Med sin höjd på 311,7 meter är tornet Kaukasiens högsta byggnadsverk och det näst högsta tornet i västra Asien, efter Miladtornet i Iran. 
Konstruktionens vikt är 1 900 ton. Tornet står 1 170 meter över havet.

## Historik
I slutet av 1960-talet beslöts att ersätta Jerevans dåvarande, 180 meter höga TV-torn med ett nytt, på grund av det gamla tornets otillräckliga kapacitet. "Ukrainas institut för stålkonstruktioner" började arbeta parallellt med förberedelserna att ersätta dels Jerevans, dels Tbilisis gamla TV-torn med nya. Tbilisi och Yerevan var de första sovjetiska huvudstäderna med TV-torn.
Jerevans TV-torn började byggas 1974 och blev klart 1977. Stålet levererades av Rustavis stålverk i Georgien. Det gamla TV-tornet flyttades till Leninakan, idag Gyumri, och är fortfarende i bruk.